# Pomană
Pomană reprezintă darul pe care cei vii îl fac pentru pomenirea sufletelor celor morți, a zeilor mani. 

## Etimologie
Cuvântul pomană provine din arhaicul po-manea sau în slavonă pomenu.

## Date generale
Zeii mani sunt, potrivit tradiției pagâne, sufletele celor morți din familie, transformate în spirite care influențează în bine sau în rău membrii familiei rămași în viață pe pământ. În tradiția romana, ceremonialul de pomenire a morților se făcea de trei ori pe an, fapt care s-a transmis și în tradiția româneasca prin cele trei sâmbete ale morților celebrate tradițional de către români. 
Conform tradiției în Sâmbăta Morților este obigatoriu ca pomana să conțină urmatoarele obiecte și alimente: 
1. O oală roșie, nesmălțuită, cu vin alb sau roșu;
2. O doniță nouă cu apă;
3. Un colac din pâine;
4. O lumânare din ceară galbenă aprinsă;
5. O strachină nouă, cu păsat fiert cu lapte.

Obiectele date drept pomană puteau fi cumpărate din târgul care se organiza înainte de Sâmbăta Morților și care purta numele de Târgul Moșilor (Strămoșilor - cei care au murit). Acesta începea în ziua de Luni în săptamâna din luna Mai ce cuprindea Sâmbăta Morților (Rusaliile) și ținea până Sâmbătă, ziua în care se împărțea pomana.
Potrivit scriitorului Constantin Bacalbașa, începând cu anul 1871, Târgul Moșilor organizat în București, începe să degenereze într-un bâlci ordinar pe fondul lipsei de implicare a autorităților în amenajarea unui loc potrivit de desfășurare, dublată de creșterea taxelor pentru participanții la târg.